# Brdo Jesenjsko
Brdo Jesenjsko is een plaats in de gemeente Jesenje in de Kroatische provincie Krapina-Zagorje. De plaats telt 179 inwoners (2001).